# 카보베르데

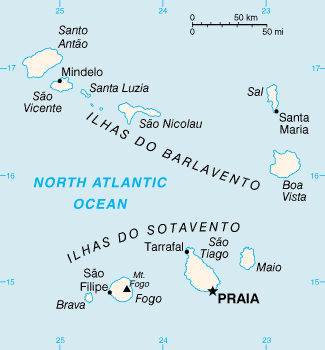
카보베르데 지도

카보베르데 공화국(포르투갈어: República de Cabo Verde 헤푸블리카 드 카부베르드[*], 카보베르데 크리올: Repúblika di Kabu Verdi), 줄여서 카보베르데(포르투갈어: Cabo Verde 카부베르드[*], 문화어: 까부웨르드, 베르데갑)는 아프리카 서쪽 대서양에 있는 국가이다. 영어로 케이프버드(Cape Verde, /keɪpˈvɝd/)라는 이름으로도 알려져 있다.

## 어원
카보베르데는 세네갈 연안에 위치한 베르데곶(Cap-Vert) 근처에 위치하고 있어서 명명된 이름이다. 1444년에 포르투갈의 항해사들이 베르데곶 근처에 위치한 이들 섬을 발견한 다음에 포르투갈어로 "녹색의 곶"이라는 뜻을 가진 '카보베르데'(Cabo Verde)로 명명했다. 2013년 10월 24일에는 카보베르데 정부가 각국 정부와 여러 국제 기구에 카보베르데라는 포르투갈어 국명만을 사용하고 다른 언어로 의역한 형태의 국명을 사용하지 말 것을 요청했다.

## 역사
유럽 사람들이 방문하기 전까지 이곳은 무인 지대였고 1456년경에 제노바 공화국과 포르투갈 왕국의 항해자들에 의해 발견되었다. 무인도이기는 했지만 고대로부터 페니키아인, 아랍인, 무어인 및 인근 서아프리카의 부족들이 이 섬들을 방문했다고 한다. 1462년에는 열대 지방으로는 드물게 산티아구섬에서 포르투갈인의 이주가 시작되어, 히베이라그란드(Ribeira Grande, 나중에 시다드벨랴(Cidade Velha)로 이름을 바꿈)라는 정착촌이 건설되었다.
16세기 경에는 노예 무역이 번성하였으나, 때때로 해적의 습격을 받기도 하였다. 노예 무역의 결과, 수많은 아프리카인들이 카보베르데로 끌려왔으며, 이들이 오늘날 카보베르데인의 조상이다. 노예 무역의 쇠퇴 이후에는 대서양 항로의 중간 거점항, 보급항으로서 번성하였다. 제2차 세계 대전 이후에 아프리카에서 민족주의 열풍이 거세지면서 기니-카보베르데 독립 아프리카당이라는 조직을 중심으로 한 독립 운동이 전개되었다. 1974년 포르투갈에서 일어난 카네이션 혁명 이후에는 이들의 독립이 가시화되었다. 1975년 7월 5일, 포르투갈로부터 독립했다.

## 지리
카보베르데는 아프리카 서쪽 해안에 위치한 나라로서 10개의 큰 섬과 약 8개의 작은 섬으로 군도를 이루고 있다. 크게 북쪽의 바를라벤투 제도(Barlaventos)와 남쪽의 소타벤투 제도(Sotaventos)로 나뉜다. 수도 프라이아는 소타벤투 제도의 산티아구섬(Santiago)에 위치한다.

## 기후
15개의 크고 작은 섬으로 구성된 카보베르데는 바를라벤투 제도와 소타벤투 제도로 불리는 두 군도로 나뉜다. 이 가운데 5개의 섬은 무인도이다. 몇 개의 섬을 제외하고는 대체로 화산활동과 침식에 의하여 생성된 섬으로 암석산지이고, 포구섬의 피코화산은 해발고도 2,829m로 최고봉을 이룬다. 대부분의 섬들은 대륙에서 모래바람이 불어와 고온건조한 기후이며 5∼10월의 우기를 제외하면 비가 적다. 연평균 강수량은 해안에서 200mm 내외, 산지에서 1,000mm 정도이다. 연평균 기온은 24℃인데다가 화산재가 표층을 덮고 있기 때문에 토양도 비옥하지 않아 개발이 늦어지고 있다.

## 인구와 주민
카보베르데 주민들은 대부분 크리올로 구성되어 있다.

## 문화
언어는 공용어가 포르투갈어이며, 크레올어도 비공식적으로 사용된다. 카보베르데는 프랑스어사용국기구(프랑코포니)의 정회원국이다. 1999년 11월 23일자 헌법 9조 1항에 "공용어는 포르투갈어이다."라고 규정하고 있다.
종교 분포는 가톨릭교가 98%로 그 밖에 개신교 신도 등이 있다.

## 대한민국과의 관계
1988년부터 대한민국과 수교했다.